# Re dei Pitti
La lista dei re dei Pitti (popolo che visse in Scozia tra il V e il IX secolo) è basata su quella della Cronaca dei Pitti. Si tratta di documenti tardi che non riportano le date di regno dei sovrani. Le diverse liste giunte non concordano sui nomi dei re e sulla durata dei loro regni. Un'ampia parte delle liste si armonizza con la Materia di Britannia o con la mitologia irlandese. Le parti più tarde delle liste possono essere ampiamente conciliate con altre fonti.
I sovrani Pitti regnarono sulla Scozia settentrionale e orientale. Nell'843 la tradizione racconta di come il regno pitto fu rimpiazzato dal regno di Alba, sebbene gli annali continuino a usare i termini "Pitti" e "Fortriu" per un altro mezzo secolo.
Secondo la tradizione fu sul finire del regno di Drust mac Erp, un leggendario sovrano che avrebbe regnato un centinaio di anni e avrebbe combattuto un centinaio di battaglie, San Patrizio giunse in Irlanda. Si pensa che la lista dei sovrani sia stata compilata attorno al 724, forse durante i regni di Bridei e Nechtan.
Gli Annali dell'Ulster e gli Annali di Inisfallen si riferisce ad alcuni sovrani come re di Fortriu o re di Alba. Sovrani mitici dei Pitti si trovano nel Lebor Bretnach riguardo alle origini dei Cruithne. La lista inizia con Cruithne figlio di Cing e i suoi figli: ns Fib, Fidach, Foltlaig, Fortrend, Caitt, Ce e Circinn.
Le datazioni così come l'ortografia dei nomi sono problematiche.

## Elenco di re dei Pitti
Le caselle dello stesso colore indicano re presumibilmente imparentati.

### Primi sovrani
I sovrani precedenti a Drust sono stati omessi perché di loro si sa poco o nulla.
| Regno         | Sovrano    | Altri nomi                                                             | Famiglia                              | Fatti rimarchevoli |
| ------------- | ---------- | ---------------------------------------------------------------------- | ------------------------------------- | --- |
| circa 412-452 | Drest I    | Drest figlio di Erp                                                    |                                       | Prima sovrano che compare nella lista della Cronaca dei Pitti il cui regno presenta un sincronismo: l'arrivo di San Patrizio in Irlanda. Secondo la Cronaca "regnò cento anni e combatté cento battaglie" |
| circa 452–456 | Talorc I   | Talorc figlio di Aniel o Tholarg figlio di Anile                       |                                       | Regnò due o quattro anni |
| circa 456-480 | Nechtan I  | Nechtan figlio di Uuirp (o Erip), Nechtan il Grande, Nechtan Celcamoth | Forse fratello di Drest figlio di Erp | È probabilmente falsa l'attribuzione a questo re della fondazione del monastero ad Abernethy, Abernethy                                                                                                   |
| circa 480-510 | Drest II   | Drest Gurthinmoch (o Gocinecht)                                        |                                       | Regnò 30 anni |
| circa 510-522 | Galan      | Galan Erilich o Galany                                                 |                                       | |
| circa 522-530 | Drest III  | Drest figlio di Uudrost (o Hudrossig)                                  |                                       | |
| circa 522-530 | Drest IV   | Drest figlio diGirom (o Gurum)                                         |                                       | |
| circa 531-537 | Gartnait I | Garthnac figlio di Girom, Ganat figlio di Gigurum                      |                                       | |
| circa 537-538 | Cailtram   | Cailtram figlio di Girom, Kelturan figlio di Gigurum                   | Fratello di Gartnait                  | |
| circa 538–549 | Talorc II  | Talorc figlio di Murtolic, Tolorg figlio di Mordeleg                   |                                       | |
| circa 549-550 | Drest V    | Drest figlio di Manath, Drest figlio di Munait                         |                                       | |

### Primi sovrani storici
Il primo sovrano a comparire in più fonti è Bridei figlio di Maelchon. I sovrani che regnarono dal tardo VI secolo possono essere considerati figure storicamente esistite e la loro morte viene generalmente riportata dalle fonti irlandesi.
| Regno                    | Sovrano      | Altri nomi                                             | Famiglia                            | Fatti rimarchevoli |
| ------------------------ | ------------ | ------------------------------------------------------ | ----------------------------------- | --- |
| Morto attorno al 580     | Galam        | Galam Cennalath                                        |                                     | Avrebbe regnato insieme a Bridei figlio di Maelchon                                                                          |
| Morto attorno al 584     | Bridei I     | Bridei figlio di Maelchon Brude figlio di Melcho       |                                     | Viene nominato nella Vita di San Colomba di Adomnán. È il primo sovrano pitto a essere per i posteri più di un semplice nome |
| Morto attorno al 601     | Gartnait II  | Gartnait figlio di Domelch,.Gernard figlio di Dompneth |                                     | |
| Morto attorno al 621     | Nechtan II   | Nechtan nipote di Uerb. Nechtan figlio di Cano         |                                     | Avrebbe regnato al tempo del pontificato di Bonifacio IV                                                                     |
| Morto attorno al 631/633 | Cinioch      | Cinioch figlio di Lutrin Kinet figlio di Luthren       |                                     | |
|                          | Gartnait III | Gartnait figlio di Uuid.                               | Fratello dei due successivi sovrani | |
|                          | Bridei II    | Bridei figlio di Uuid o figlio di Fochle               |                                     | |
| Morto attorno al 653     | Talorc II    | Talorc figlio di Uuid o figlio di Foth                 | Fratello dei due precedenti re      | |
| Morto attorno al 657     | Talorgan I   | Talorgan figlio di Eanfrith                            | Figlio di re Eanfrith di Bernicia   | |
| Morto attorno al 663     | Gartnait IV  | Gartnait figlio di Donnel o figlio di Dúngal           |                                     | |
| Deposto attorno al 672   | Drest VI     | Drest figlio di Donnel o figlio di Dúngal              |                                     | |

### Re storici più tardi
| Regno                                         | Sovrano                      | Altri nomi                                   | Famiglia                                                             | Fatti rimarchevoli |
| --------------------------------------------- | ---------------------------- | -------------------------------------------- | -------------------------------------------------------------------- | --- |
| Morto nel 693                                 | Bridei III                   | Bridei figlio di Bili                        | Figlio di Beli I di Alt Clut o nipote di Nechtan II                  | Sconfisse re Ecgfrith di Northumbria nella battaglia di Dunnichen                                                                                    |
| ca. 692–696                                   | Taran                        | Taran figlio di Ainftech                     | Forse fratellastro uterino di Bridei e Nechtan mac Der-Ilei          | |
| Morto nel 706                                 | Bridei IV                    | Bridei figlio di Der-Ilei                    | Fratello di Nechtan                                                  | Figlio di Der-Ilei, principe pitto, e Dargart mac Finnguine, membro dei Cenél Comgaill di Dál Riata; viene definito come garante della Cáin Adomnáin |
| Abdicò nel 724                                | Nechtan IV                   | Nechtan figlio di Der-Ilei                   | Fratello di Bridei                                                   | Adottò la datazione romana della Pasqua attorno al 712. Fu un noto fondatore di chiese e monasteri                                                   |
| Ucciso nel 729                                | Drest VII                    | Nessuno                                      | Forse figlio di un fratellastro di Nechtan e Bridei                  | Fu forse deposto da Alpin nel 726 |
| Deposto nel 728                               | Alpín I                      | Alpin figlio di Crup ?                       |                                                                      | Probabilmente co-regnante o sovrano sottoposto sotto il regno di Drest                                                                               |
| Rimesso sul trono nel 728 o 729, morì nel 732 | Nechtan IV rimesso sul trono | Nechtan figlio di Der-Ilei, secondo regno    |                                                                      | |
| 732–761                                       | Óengus I                     | Óengus figlio di Fergus                      | Fu rivendicato come parente dagli Eóganachta                         | |
| Annegato nel 739                              | Talorgan                     | Talorgan figlio di Drostan                   |                                                                      | Re sottoposto, re di Atholl; ucciso per annegamento                                                                                                  |
| Ucciso nel 750                                | Talorgan                     | Talorgan figlio di Fergus                    | Fratello di Óengus                                                   | Forse re di Atholl; ucciso in battaglia contro i Britanni di Alt Clut                                                                                |
| Morto nel 763                                 | Bridei V                     | Bridei figlio di Fergus                      | Fratello di Óengus I e Talorgan                                      | Re di Fortriu |
| Morto nel 775                                 | Ciniod I                     | Ciniod figlio di Uuredach, Cinadhon          | Si è pensato che fosse nipote di Selbach mac Ferchair                | Diede asilo al deposto re di Northumbria Alhred |
| Morto nel 780                                 | Alpín II                     | Alpin figlio di Uuroid                       |                                                                      | |
| Morto nel 782                                 | Talorgan II                  | Talorgan figlio di Onuist, anche Dub Tholarg | Figlio di Óengus                                                     | |
| Morto nel 787                                 | Drest VIII                   | Drest figlio di Talorgan                     | Figlio del precedente Talorgan o di Talorgan, fratello di Óengus     | |
| Forse deposto nel 789, morto nell'807         | Conall                       | Conall figlio di Tarla (o di Tadg)           |                                                                      | Forse fu più che altro re di Dál Riata |
| Morto nell'820                                | Caustantín                   | Caustantín figlio di Fergus                  | Nipote o pronipote di Onuist o forse un figlio di Fergus mac Echdach | Suo figlio Domnall potrebbe aver regnato sulla Dál Riata                                                                                             |
| Morto nell'834                                | Óengus II                    | Óengus figlio di Fergus                      | Fratello di Caustantín                                               | |
| Sconosciuto                                   | Drest IX                     | Drest figlio di Caustantín                   | Figlio di Caustantín                                                 | |
| Morto nell'839                                | Eógan                        | Eógan figlio di Óengus                       | Figlio di Óengus                                                     | Ucciso in battaglia dai Vichinghi insieme al fratello nell'839: da ciò scaturì un decennio di conflitti                                              |

### Re dei Pitti dall'839 all'848
Le morti di Eógan e Bran sembra aver avuto come conseguenza a un gran numero di pretendenti al trono della Pittavia
| Regno       | Sovrano    | Altri nomi                 | Famiglia                            | Fatti rimarchevoli                                                               |
| ----------- | ---------- | -------------------------- | ----------------------------------- | -------------------------------------------------------------------------------- |
| Sconosciuto | Uurad      | Uurad figlio di of Bargoit | Sconosciuto                         | Avrebbe regnato per tre anni. Viene probabilmente menzionato nella Drosten Stone |
| Sconosciuto | Bridei VI  | Bridei figlio di Uurad     | Forse figlio del precedente sovrano | Avrebbe regnato per un anno                                                      |
| Sconosciuto | Ciniod II  | Ciniod figlio di Uurad     | Forse figlio del precedente sovrano | In alcune liste il suo regno dura un anno                                        |
| Sconosciuto | Bridei VII | Bridei figlio di Uuthoil   | Sconosciuto                         | In alcune liste il suo regno dura due anni                                       |
| Sconosciuto | Drest X    | Drest figlio di Uurad      |                                     | In alcune liste il suo regno dura tre anni                                       |

### Re dei Pitti tradizionalmente considerati re degli Scozzesi
Cináed mac Ailpín viene tradizionalmente considerato il primo "sovrano degli Scoti" o "dei Pitti e degli Scoti", anche se in realtà sembra essere stato un re pitto proprio come i precedenti.
| Regno                    | Sovrano   | Altri nomi                          | Famiglia                                                                            | Fatti rimarchevoli                                      |
| ------------------------ | --------- | ----------------------------------- | ----------------------------------------------------------------------------------- | ------------------------------------------------------- |
| Morto il 13 febbraio 858 | Cináed    | Cináed mac Ailpín Kenneth MacAlpine | Sconosciuto, ma i suoi discendenti lo fecero membro dei Cenél nGabráin di Dál Riata |                                                         |
| Morto nell'862           | Domnall   | Domnall mac Ailpín                  | Fratello di Cináed                                                                  |                                                         |
| Morto nell'877           | Causantín | Causantín mac Cináeda               | Figlio di Cináed                                                                    |                                                         |
| Morto nell'878           | Áed       | Áed mac Cináeda                     | Figlio di Cináed                                                                    |                                                         |
| Deposto nell'889?        | Giric     | Giric mac Dúngail                   | Figlio della figlia di Cináed?                                                      | Associato, probabilmente in modo sbagliato, con Eochaid |
| Morto nel 900            | Domnall   | Domnall mac Causantín               | Figlio di Causantín mac Cináeda                                                     | L'ultimo ad essere chiamato "re dei Pitti"              |

### Re di Alba
| Regno                         | Sovrano   | Altri nomi         | Famiglia                  | Fatti rimarchevoli                                 |
| ----------------------------- | --------- | ------------------ | ------------------------- | -------------------------------------------------- |
| Abdicò nel 943 e morì nel 952 | Causantín | Causantín mac Áeda | Figlio di Áed mac Cináeda | Primo sovrano di Alba, il regno gaëlico di Scozia. |